# Steve Talley
Steve Talley, född 12 augusti 1981 i Indianapolis i Indiana, är en amerikansk skådespelare.
Han har bland annat medverkat i American Pie Presents: The Naked Mile och American Pie Presents Beta House. Han har även spelat rollen som Bryce i tv-serien Summerland. Han är också med som Eric i Hole In One. Han har även medverkat i Criminal Minds där han spelade en mördare och våldtäktsman. Han var med i några avsnitt i Pretty Little Liars där han dejtade Aria Montgomerys mamma.
Han medverkar just nu i en ny säsong av The 100.

## Film
- Peaceful Warrior
- American Pie Presents: The Naked Mile
- American Pie Presents: Beta House
- Van Wilder: Freshman Year
- One Way to Valhalla
- Jelly
- First Dates
- The Accidental Death of Joey by Sue
- Hole in One
- The List
- Beyond the Blackboard
- Deadline
- Chuck Hank and the San Diego Twins
- Pretty Little Liars

## TV
- As the World Turns
- Summerland
- Twins
- Castle
- NCIS
- Criminal Minds
- Love Bites (TV-serie)Love Bites
- Last Man Standing
- I Just Want My Pants Back
- Stevie TV
- Pretty Little Liars
- Franklin & Bash
- The Crazy Ones
- The 100
- Hindsight